# Kate Hollern
Catherine Malloy Hollern (née le 12 avril 1955) est une femme politique du Parti travailliste britannique qui est députée de Blackburn de 2015 à 2024. Hollern est ministre de l'ombre pour les forces armées de janvier 2016 à octobre 2016, à la suite du remaniement du cabinet fantôme et de la démission de Kevan Jones. En juillet 2017, Hollern est nommée secrétaire parlementaire privé de Jeremy Corbyn, alors chef de l'opposition. Elle est ministre fantôme des communautés et des gouvernements locaux de 2020 à 2021.

## Jeunesse et carrière
Hollern s'installe à Blackburn à la fin des années 1970. Elle travaille comme superviseur chez Newman's Footwear, avant de devenir responsable des contrats au Blackburn College.
Hollern dirige le groupe de travail sur le conseil d'arrondissement de Darwen et Blackburn de 2004 à 2015, et est chef du conseil de 2004 à 2007, et de nouveau de 2010 à 2015.

## Carrière parlementaire
En mars 2014, Hollern est sélectionnée, sur une liste restreinte de femmes, pour succéder à l'ancien ministre Jack Straw comme candidate travailliste pour la circonscription de Blackburn. Elle est élue aux élections générales de 2015,. Le 7 janvier 2016, Hollern est nommée ministre fantôme des réserves, en dehors du cabinet fantôme à la suite de la démission de Kevan Jones.
Elle soutient Owen Smith dans la tentative ratée de remplacer Jeremy Corbyn lors de l'Élection à la direction du Parti travailliste britannique de 2016. Le 10 octobre 2016, elle est nommée ministre fantôme des Communautés et des Gouvernements locaux. En juillet 2017, Hollern est nommée secrétaire privé parlementaire de Corbyn.
Elle démissionne de son poste de ministre des communautés de l'ombre le 12 mai 2021 « après avoir été accusée d'avoir tenté d'isoler un parlementaire qui avait fait des allégations de harcèlement sexuel » contre le député travailliste Mike Hill.
Son partenaire est le conseiller du Parti travailliste John Roberts, jusqu'à sa mort en février 2017. Elle a deux filles.